# Antonio Peña
Antonio Hipolito Peña Herrada, född 13 juni 1951 i Mexico City, död 5 oktober 2006 i samma stad, var en mexikansk entreprenör och affärsman främst känd för att den 15 maj år 1992 brutit sig ur ledningen i fribrottningsförbundet Empresa Mexicana de Lucha Libre och istället grundat sitt eget förbund Asistencia Asesoría y Administración, numera Lucha Libre AAA Worldwide.

## Brottarkarriär
Antonio Peña är tränad fribrottare och hade en kort men ganska oanmärkningsvärd karriär innan han gav sig in i entreprenörskapsrollen istället. Han brottades under namnen El Genio och Expectro Jr. och i början av 1970-talet debuterade han men utan större uppmärksamhet på den tiden.

## Empresa Mexicana Lucha Libre
Peña jobbade länge på EMLL, Mexikos äldsta fribrottningsförbund. Han började med mindre roller, pappersarbetare, sålde biljetter och städade ringarna. Stadigt jobbade han upp sig som assistent, matchbokare och under 70-talet fick han allt större ansvar och under hela 1980-talet var han en av förbundets absoluta huvudpersoner, utöver ägarna.
Under samma tid fortsatte han brottas och i Empresa Mexicana Lucha Libre blev han en av de stora stjärnorna med sin nya karaktär, Kahoz i början av 1980-talet. Efter en kort men framgångsrik karriär lade han av som brottare 1986 för att fokusera fullt ut på det företagsmässiga.
När han lämnade hade han full kontroll över hela matchbokningen och vilka som fick brottas, men enligt källor med insyn från tidsepoken hade Peña även ansvaret för biljettpriserna, evenemangsdagarna och många fler sysslor. Därför kom det som en chock för hela den mexikanska fribrottningsvärlden när han plötsligt, utan förvarning lämnade EMLL.

## Asistencia Asesoría y Administración1992–
Peña var vid tillfället en av de absoluta huvudfigurerna bakom kulisserna i Empresa Mexicana de Lucha Libre, som samtidigt var det i särklass största fribrottningsförbundet i Mexiko, helt utan konkurrens. När Peña plötsligt lämnade den 15 maj 1992 så fick han dessutom med sig ett 20-tal namnkunniga brottare från Empresa Mexicana de Lucha Libre till sin nya organisation, och rivaliteten mellan de två grupperna var ett faktum. Bland annat fick han med sig Perro Aguayo, Fantasma, Konnan, La Parka, Máscara Sagrada, Octagon och Vampiro - sju av tidsepokens allra största namn.
Peña har ofta ansetts vara en av de som lyfte Rey Mysterios karriär, då han kontrakterade honom omedelbart trots hans ringa ålder och gav honom chancer i matcher högt upp på korten, vilket ledde till att Rey Mysterio uppmärksammades i USA och Japan.
Peñas sista karaktärsidé innan han avled 2006 var till brottaren Aerostar, men han avled innan han fick se Aerostars första match med Peñas karaktär och design. Sedan hans bortgång har det i Peñas hyllning har det flera gånger hållits turneringar: Copa Antonio Peña vid större evenemang. Inte sällan har just Aerostar vunnit dessa matcher och dedikerat de till Peña.

## Lista över karaktärer Antonio Peña skapat
Dessa karaktärer har Peña namngivit, designat eller på annat sätt hjälpt till att ta fram.
- Abismo Negro
- Pentagón
- La Parka
- Mascarita Sagrada
- Psicosis
- Chessman
- El Alebrije
- Cuije
- Gronda
- Polvo de Estrellas
- El Elegido
- Aerostar

### Los Cadetes del Espacio
Los Cadetes del Espacio var en grupp yngre fribrottare aktiva cirka 1993-1999 som ofta brottades tillsammans i lag.
- Discovery
- Ludxor
- Venum och Venum II (även Venum Black)
- Fresbee
- Boomerang
- Super Nova

## Efter död
Peña avled den 5 oktober 2006 efter en svår hjärtinfarkt.
Antonio Peñas namn är svartlistat från Consejo Mundial de Lucha Libres bok Lucha Libre: 85 años. Trots att han var en av CMLLs absoluta huvudpersoner under hela slutet av 70-talet och hela 1980-talet och sedan skapade hela den moderna rivaliteten mellan CMLL och AAA, lucha libre som publiken ser det idag, så nämns varken hans åstadkommanden eller namn en enda gång i hela boken.
Sedermera äger Antonio Peñas dotter Marisela Peña förbundet sedan hon ärvt det av Antonio, men i praktiken sköts programmeringen av den kreativa direktören, Peñas brorson, Dorian Roldan och Konnan.